# Acianthera fumioi
Acianthera fumioi là một loài thực vật có hoa trong họ Lan. Loài này được (T.Hashim.) Luer mô tả khoa học đầu tiên năm 2004.